# نوامبر
نوامبر (به انگلیسی: November) یازدهمین ماه سال میلادی در گاه‌شمار ژولینی و گاهشماری گریگوری و یکی از چهار ماه ۳۰ روزهٔ سال است. همچنین نوامبر ماه نهم در گاه‌شمار رومی نیز بود زیرا نوامبر همزمان با نهمین ماه از تقویم خورشیدی (آذر ماه) است و رومی‌ها تقویم خود را براساس تقویم خورشیدی ساخته بودند. نوامبر از واژهٔ لاتین novem به معنی ۹ گرفته شده‌است تا هنگامی که ژانویه و فوریه به گاه‌شمار رومی اضافه شد.
نوامبر یکی از ماه‌های بهار در نیم‌کره جنوبی و پاییز در نیم‌کره شمالی است؛ بنابراین نوامبر در نیم‌کرهٔ جنوبی از نظر فصلی برابر با ماه مه در نیم‌کرهٔ شمالی است و برعکس.
در سال‌های معمولی نوامبر در همان روز از هفته آغاز می‌شود که فوریه و مارس و در همان روزی از هفته پایان می‌یابد که اوت پایان می‌یابد.

## رویدادهای نوامبر

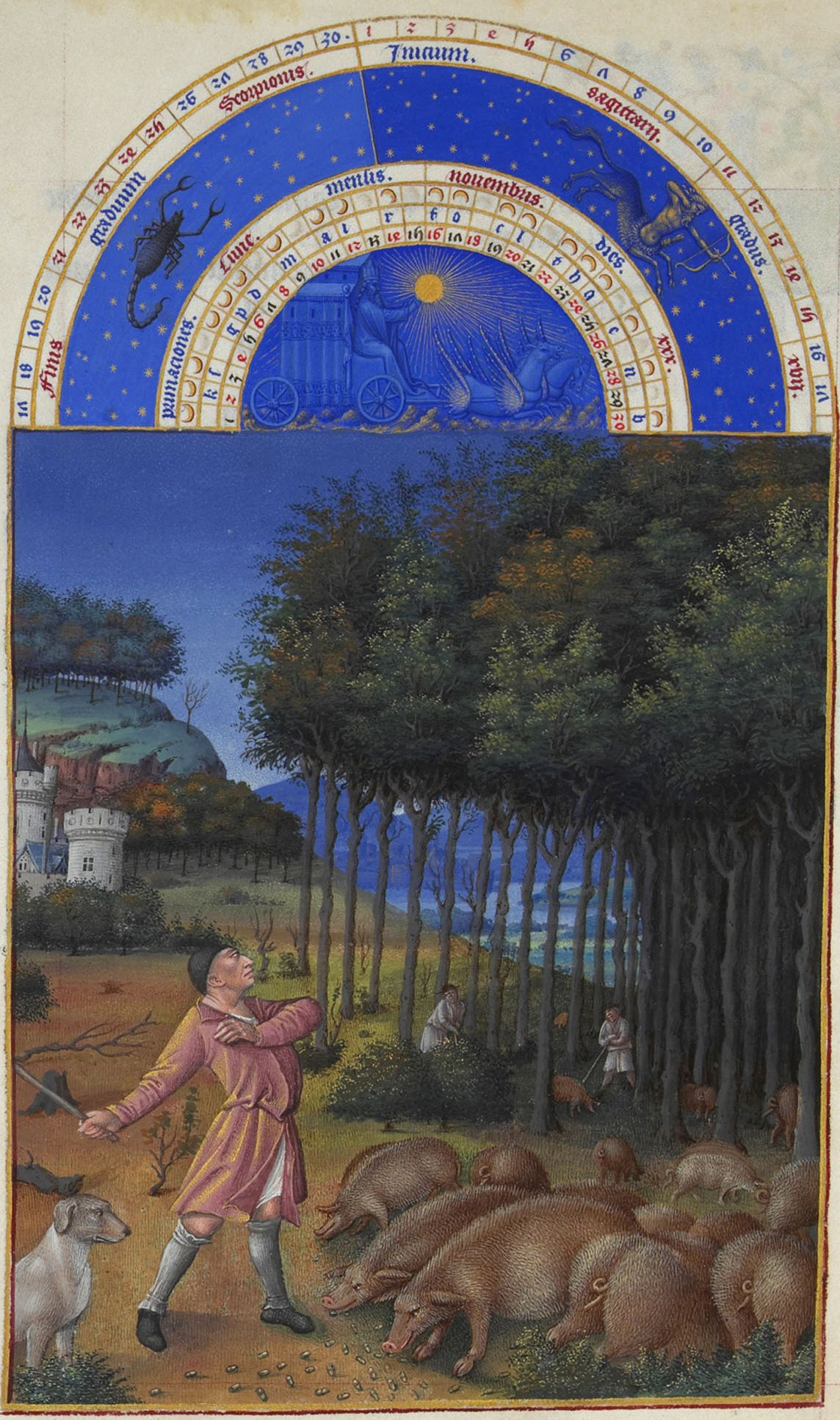
نوامبر در ساعات خوش دوک دوبری

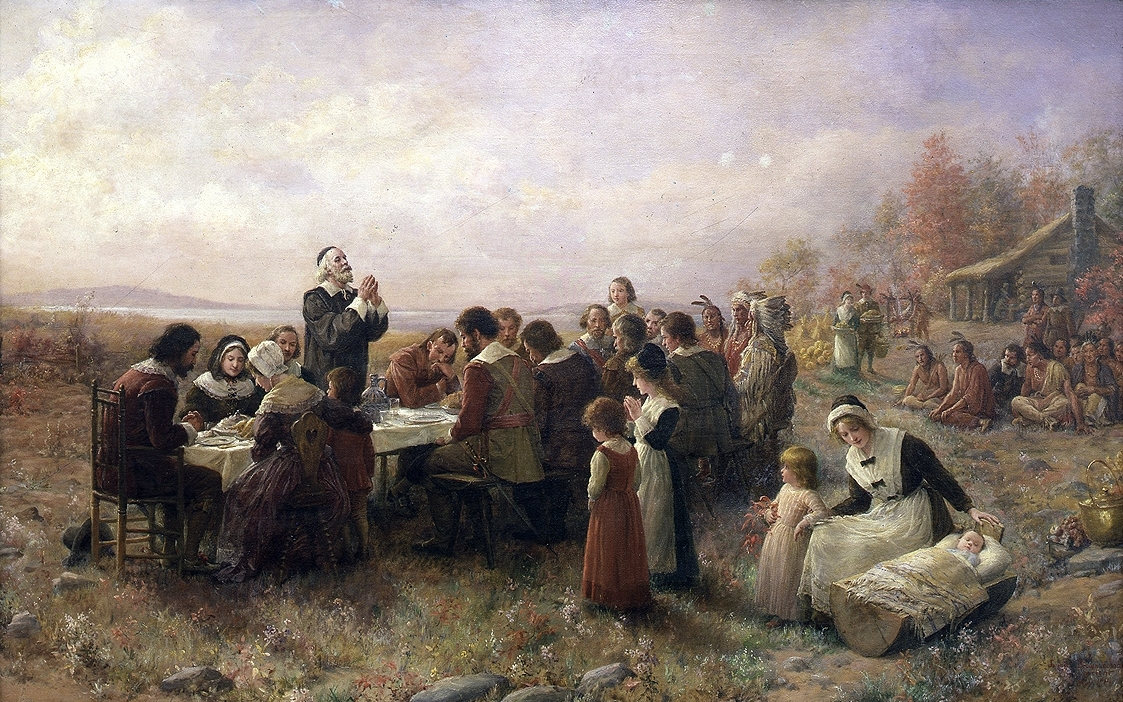
روز شکرگزاری در ماه نوامبر جشن گرفته می‌شود.

- روز تمام مقدسات (All Saints' Day) که در گذشته به آن روز تمام یادگاران (All Hallows Day) می‌گفتند؛ یک روز مقدس مسیحی است که در ۱ نوامبر جشن گرفته می‌شود؛ بنابراین روز پیش از هالووین می‌شود «شب همهٔ یادگاران» یا All Hallows Eve. در سوئد روز تمام مقدسات، تعطیلی رسمی است و در نخستین شنبهٔ نوامبر برگزار می‌شود. در سال ۲۰۱۱ این روز برای سوئدی‌ها در ۵ نوامبر قرار داشت.
- روز رهبران احیای ملی بلغارستان (۱ نوامبر)
- نخستین روز زمستان در جزیرهٔ ایرلند (۱ نوامبر)
- نخستین روز نوامبر در سنت سلت‌ها Lá Samhna یا روز نوامبر نام دارد. ماه نیز در گاه‌شمار ایرلندی Mí na Samhna نامیده می‌شود.
- از دیدِ گاه‌شمار کلیسای کاتولیک، ۲ نوامبر روز تمام ارواح است. در مکزیک این مناسبت با نام el Día de los Muertos خوانده می‌شود به معنی «روز مردگان» به‌همین دلیل تمام ماه نوامبر ویژهٔ دعا و عبادت برای درگذشتگان است.
- جشن شب آتش در سالگرد توطئهٔ نافرجام باروت در بریتانیا و زلاند نو (۵ نوامبر)
- روز ملی قهرمانان در اندونزی (۱۰ نوامبر)
- زادروز تفنگداران دریایی ایالات متحده آمریکا (۱۰ نوامبر)
- روز استقلال لهستان (۱۱ نوامبر)
- روز یادبود در اتحادیه کشورهای مشترک‌المنافع و چندین کشور اروپایی (مانند فرانسه و بلژیک) جشن گرفته می‌شود تا جنگ جهانی اول و دیگر جنگها در یاد نگه داشته شوند. این روز در ایالات متحده با نام روز یادبود سربازان بازنشسته شناخته می‌شود. (۱۱ نوامبر)
- روز کودک در هند در زادروز جواهر لعل نهرو (۱۴ نوامبر)
- روز جهانی دیابت (۱۴ نوامبر)
- رسیدن بارش شهابی اسدی به بیشترین اندازهٔ خود. (۱۷ نوامبر)
- روز استقلال لتونی (۱۸ نوامبر)
- کشف مشرق جهان پورتوریکو توسط کریستف کلمب در ۱۹ نوامبر ۱۴۹۳ میلادی.
- روز جهانی مرد (۱۹ نوامبر)
- روز ملی حق حاکمیت در آرژانتین. این روز یادبود نبرد ووئلتا دو اوبلیگادو (به اسپانیایی: Vuelta de Obligado) است که از سال ۲۰۱۰ به این سو تعطیل رسمی اعلام شده‌است. (۲۰ نوامبر)
- Día de la Revolución یا روز انقلاب، در مکزیک (۲۰ نوامبر)
- روز یادبود فراجنسیتی که از سال ۱۹۹۹ سالانه در آمریکا گرامی داشته می‌شود. (۲۰ نوامبر)
- روز ملی پذیرش کودکان به فرزندی (۲۱ نوامبر)
- روز استقلال لبنان (۲۲ نوامبر)
- روز رادولف میستر در اسلوونی (۲۳ نوامبر)
- روز لاچیت یا Lachit Divas که سالانه در سراسر ایالت آسام هند جشن گرفته می‌شود. این روز برای بزرگداشت قهرمانی‌ها و شهامت فرماندهٔ بزرگ، لاچیت بورفاکان Lachit Borphukan و در یاد نگه داشتن پیروزی سپاهیان آسام در سال ۱۶۷۱ در برابر سپاه گورکانیان است. (۲۴ نوامبر)
- روز استقلال سورینام (۲۵ نوامبر)
- روز استقلال آلبانی (۲۸ نوامبر)
- روز سینت اندریاس در اسکاتلند، این روز یک روز ملی است و از سال ۲۰۰۶ به این سو این روز به صورت رسمی (Bank holiday) تعطیل بوده‌است. (۳۰ نوامبر)
- روز شکرگزاری در ایالات متحده و پورتوریکو که در چهارمین پنج شنبهٔ ماه برگزار می‌شود. (۲۳ نوامبر)
- برای مسیحیان غربی، ظهور یا ورود مسیح به این جهان (Advent) در طول یکشنبهٔ آخرین هفتهٔ نوامبر آغاز می‌شود.
- اجرای حکم آرمان عبدالعالی ؛ دوست و عامل جنایت قتل غزاله شکور (۲۴ نوامبر ۲۰۲۱)

### مناسبت‌های طول ماه
- ماه میراث بومیان آمریکا
- ماه شناخت سرطان لوزالمعده
- ماه شناخت بیماری مزمن انسدادی ریه[۱] یا COPD
- ماه شناخت بیماری آلزایمر
- ماه مرض قند در آمریکا
- ماه سرطان ریه
- ماه شناخت ملی بی خانمانان نونهال و نوجوان
- ماه ملی انار در ایالات متحدهٔ آمریکا[۲]
- ارواح مقدس در برزخ (کلیسای کاتولیک رم)
- ماه بین‌المللی درام (Drum)
- ماه شناخت ملی سرطان معده در آمریکا
- ماه شناخت صرع

### رویدادهای پُر تکاپو
نخستین سه شنبه
- سالانه در نخستین سه شنبهٔ نوامبر مسابقات اسب دوانی جام ملبورن، در استرالیا برگزار می‌شود.

سه شنبهٔ پس از نخستین دو شنبهٔ ماه
- در ایالات متحدهٔ آمریکا، انتخابات در سه شنبهٔ پس از نخستین دوشنبهٔ نوامبر برگزار می‌شود (میان ۲ نوامبر و ۸ نوامبر). در سال‌های زوج، اعضای مجلس نمایندگان برای دو سال برگزیده می‌شوند و نزدیک به یک سوم از اعضای مجلس سنا برای دورهٔ شش ساله برگزیده می‌شوند. رئیس‌جمهور آمریکا نیز در سال‌هایی که ضریب ۴ اند (به انگلیسی: doubly even-numbered years) از سوی مردم برگزیده می‌شود. بسیاری از ایالت‌ها و شهرستان‌های آمریکا انتخاباتی محلی و دوره‌ای دارند که ممکن با این رویدادها هم‌زمان شود.

سومین چهارشنبه
- روز GIS که کوتاه شدهٔ geographic information systems به معنی سامانه اطلاعات جغرافیایی است. در این روز جهانی، درهای این سامانه به روی همگان باز است تا مردم در زمینهٔ جغرافی آگاهی بدست آورند. این روز در سومین چهارشنبهٔ نوامبر در طول هفتهٔ شناخت جغرافیا برگزار می‌شود.

سومین پنج شنبه
- روز جهانی فلسفه
- روز بزرگ آمریکایی بدون سیگار که با حمایت انجمن سرطان آمریکا در سومین پنج شنبهٔ نوامبر، یک هفته پیش از روز شکرگزاری برگزار می‌شود. در این روز سیگاری‌های آمریکا که نزدیک به ۴۵٫۸ میلیون نفر اند دعوت می‌شود تا برای ۲۴ ساعت از سیگار پرهیز کنند به این امید که برای همیشه چنین کنند.
- شراب قرمز بوژوله نووو برای فروش در دسترس قرار می‌گیرد.[۳]

چهارمین پنج شنبه در آمریکا
- آمریکایی‌ها روز شکرگزاری را در چهارمین پنج شنبهٔ نوامبر جشن می‌گیرند.

روز پس از شکرگزاری در آمریکا
- یک روز پرآوازه برای خرید مردم. به این روز «جمعهٔ سیاه» گفته می‌شود.
- روز هیچی نخر (Buy Nothing Day)، این روز اعتراضی نسبت به مصرف گرایی مردم است.

نخستین دوشنبهٔ پس از روز شکرگزاری در آمریکا
- دوشنبهٔ رایانه‌ای، روزی که در آن از مردم دعوت می‌شود تا به صورت رایانه‌ای و از روی شبکه خریدهای خود را انجام دهند. آمار نشان داده‌است که مردم در این روز بیشترین میزان خرید برخط را انجام می‌دهند.[۴]

## نمادها

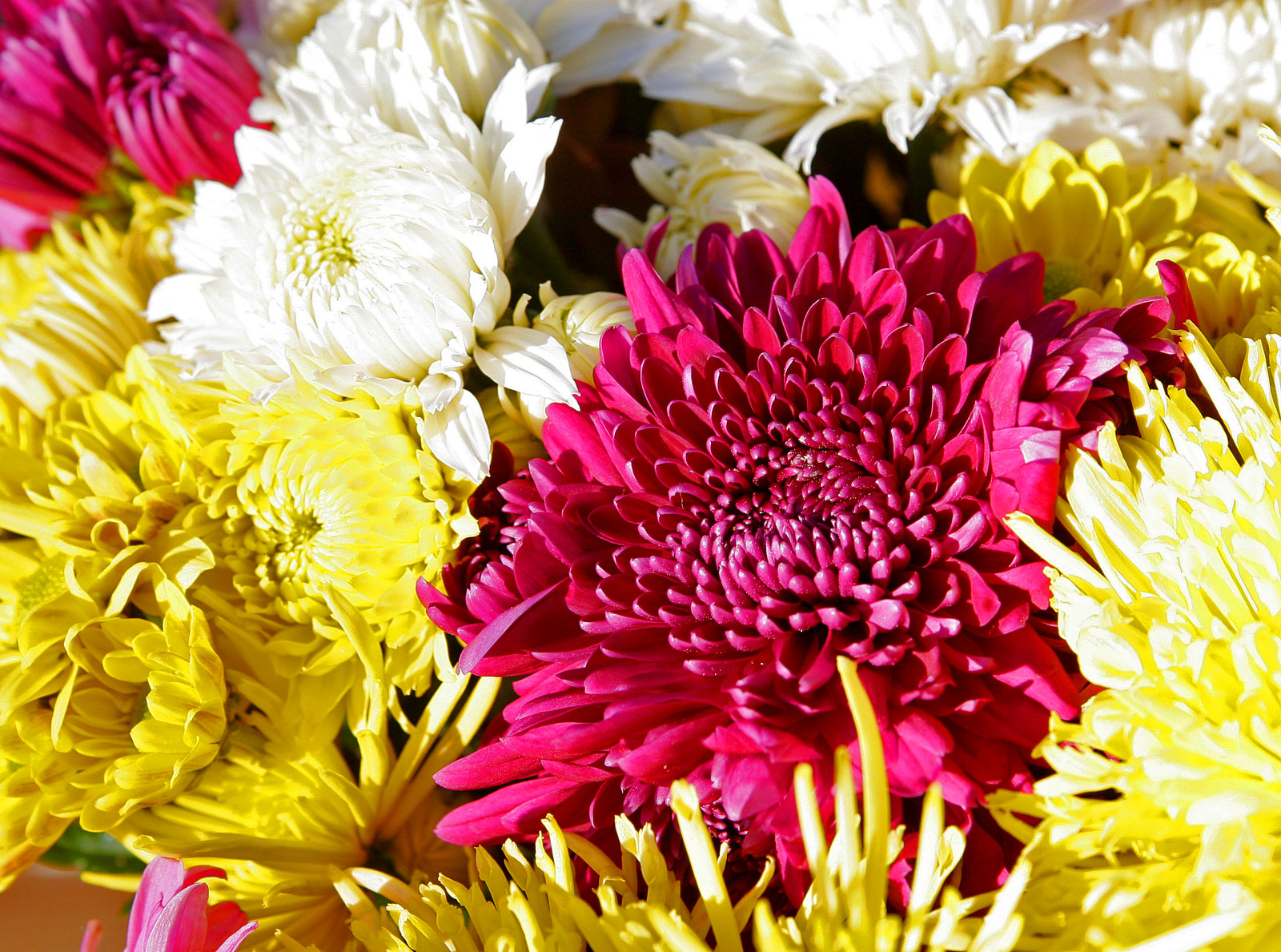
گل داودی

- سنگ زاده شدگان نوامبر زبرجد هندی (بویژه رنگ زرد آن) و کوارتز است.
- گل زاده شدگان این ماه داودی است.[۵]
- نوامبر در صورت‌های فلکی عقرب و قوس یا کمان قرار دارد.